# La Fronde
La Fronde (1897–1905) fue un periódico feminista francés fundado por la actriz, periodista y activista Marguerite Durand, y publicado por primera vez en París el 9 de diciembre de 1897. Durand utilizó su imagen de alto perfil para atraer a muchas parisinas de renombre para que contribuyeran con artículos, convirtiendo este medio en el primer periódico de  Francia dirigido y escrito enteramente por mujeres. Fue publicado como diario hasta 1903, año en que pasó a ser publicado mensualmente.

## Difusión
La Fronde fue financiada por una donación de 7 millones de francos, del banquero judío Gustave de Rothschild. El periódico comenzó a publicarse inmediatamente después del caso Dreyfus, y mantuvo una línea editorial en defensa de Alfred Dreyfus. En los primeros años, se publicó como diario hasta 1903, año en que pasó a ser publicado mensualmente. Tuvo un éxito extraordinario y su difusión alcanzó los 50.000 ejemplares. En septiembre de 1903, se lanzó una tirada de 200.000 ejemplares pero los problemas financieros obligaron al periódico a reducirse a una publicación mensual, y luego a cerrarse por completo en marzo de 1905.

## Contenido
El provocativo título de la publicación, que significa literalmente tirachinas, hace referencia a la rebelión de la Fronda de 1648-1653 contra la monarquía en Francia. La tradición frondeur dentro del periodismo deriva de esta rebelión contra el Cardenal Mazarino, el ex primer ministro de Francia. Esta alusión en el título era una alineación con la noción de vanguardia de que los grupos marginados tenían derecho a entablar diálogos sobre cuestiones de importancia.
El diario daba una gran cobertura a una amplia gama de temas feministas y trataba asuntos como la demanda de Jeanne Chauvin para que el gobierno francés le permitiera ejercer la abogacía o la lucha de Madeleine Pelletier sobre su derecho a convertirse en psiquiatra. Para enviar un mensaje de igualdad, el periódico indicaba la fecha actual de acuerdo con una variedad de calendarios como el republicano, el judío y el gregoriano. Fue responsable de involucrar a las mujeres en cuestiones no domésticas de reforma social y activismo, y con el tiempo su enfoque cambió para enfatizar el militarismo y el republicanismo, así como la reforma del código civil. El renacimiento de la publicación fue un intento de "galvanizar" el patriotismo francés de la Primera Guerra Mundial. Inmediatamente antes de la clausura de la publicación, había cambiado su enfoque al sufragismo.

## Redacción
La Fronde fue altamente inusual en su subversión de las relaciones y roles normativos de género. Por ejemplo, no solo las trabajadoras eran todas mujeres, con la excepción del cuidador del edificio, sino que también recibían el mismo salario que los hombres. De esta forma, todo el proceso de creación y distribución del periódico, la dirección, la composición tipográfica, la impresión, la contabilidad, pasando por la publicidad, la distribución y la venta fue realizado por trabajadoras.
Además, se convirtió un foro para temas como el deporte, la educación, la política, etc., todos ellos tradicionalmente masculinos. Las periodistas de La Fronde tuvieron que hacer todo lo posible para garantizar su acceso a lugares que no estaban abiertos a las mujeres, como el Parlamento. También usaban seudónimos, como Séverine, que era el seudónimo de la conocida periodista anarquista Caroline Rémy de Guebhard. Fueron estas prácticas las que preocuparon y crearon el interés público en el periódico.
Fue ampliamente criticado como militantemente feminista, imitando los estilos masculinos de escritura, y confuso por su representación de perspectivas conflictivas que carecían de continuidad. Pero esta última crítica fue probablemente en la actualidad una promulgación de la estrategia popular del feminismo del siglo XIX para deconstruir el republicanismo señalando contradicciones e inconsistencias. Por ejemplo, su inclusión de las mujeres que eran únicamente madres y las que trabajaban ponía en tela de juicio la singularidad del llamado destino de las mujeres. La Fronde promovió el concepto de que las mujeres tenían conocimientos y opiniones sobre cuestiones y esferas tradicionalmente masculinas, y criticó activamente las representaciones extravagantes de la mujer en la literatura y los medios de comunicación.

### Firmas
Entre las mujeres que escribían allí, destacan:
- Marie Bonnevial, quien se sumó al equipo de Durand y contribuyó con numerosas columnas de opinión sobre el trabajo de las mujeres.[7]

- Caroline Rémy conocida como Séverine: igualdad de derechos de hombres y mujeres, reconocimiento del derecho de las mujeres a elegir libremente -incluso mediante el aborto- durante su maternidad, incluida la autorización de métodos anticonceptivos y propaganda, apoyo a Zola en defensa de Dreyfus;
- Daniel Lesueur, nacida Jeanne Loiseau, mujer de letras y filántropa: es la única mujer que interviene en las sesiones plenarias del Congreso Internacional de Comercio e Industria, durante la Exposición Universal de 1900, presentando un informe sobre "la evolución de la mujer" y defendiendo las ideas prácticas presentadas y ampliamente incluidas en los deseos adoptados en la Asamblea General (julio de 1900). Este informe fue desarrollado y publicado en 1905.
- Hélène Sée: primera periodista política;
- Clotilde Dissard: protección del trabajo de las mujeres, eliminación del proxenetismo;
- Aimée Fabrègue: mujer de letras;
- Louise Debor: "(El feminismo) es el derecho imprescriptible a vivir y a pertenecer";
- Jeanne Chauvin: derecho de las mujeres a ejercer la abogacía;
- Odette Laguerre: profesora de educación secundaria para niñas;
- Madeleine Pelletier: derecho de las mujeres a ejercer la profesión de psiquiatra, neomalthusiana;
- Maria Pognon: igualdad de retribución entre hombres y mujeres;
- Nelly Roussel: activista neomalthusiana anarquista que pasa por la libertad de las mujeres de disponer libremente de sus cuerpos;
- Clémence Royer: científica, traductora de El origen de las especies (Darwin);
- Maria Vérone: librepensadora y feminista;
- Abril de la Santa Cruz, que firmaba como Savioz: autora feminista;
- Gabrielle Petit: dio sus primeros pasos en el periodismo allí, antes de fundar La Femme libranchie;
- Jeanne Henri Caruchet (1872-1906): nacida Nouguès, en Bruselas, profesora de letras, hija de un militante republicano, escribió sobre el aborto;
- Alexandra David Neel: periodista, anarquista, exploradora;
- Renée de Vériane, escultora: crónica de acontecimientos deportivos femeninos;
- Dorothea Klumpke: astrónoma;
- Marcelle Tinayre: mujer de letras;
- Pauline Kergomard: fundadora de guarderías;
- Lucie Delarue-Mardrus: poeta, novelista, periodista, historiadora, escultora y dibujante;
- Paule Minck: mujer de letras, socialista, comunista y feminista;
- Aline Valette: profesora socialista feminista.